# 청자 순화4년명 항아리
청자 순화4년명 항아리(靑磁 淳化四年銘 壺)는 '순화 4년'이 새겨진 고려 청자 항아리이다. 1963년 1월 21일 대한민국의 보물 제237호로 지정되었다가, 2019년 5월 2일 국보 제326호로 승격되었다.

## 개요
현재 이화여자대학교박물관에 소장하고 있다. 고려 태조를 위한 태묘의 제1실에서 향을 피우던 항아리로 장인 최길회가 제작하였다. 이 유물은 순화 4년 고려 성종 12년(993)에 만들어진 것으로, 명문이 있는 청자 중 가장 오래된 것 중 하나이다. 경기도 개풍군 영남면 용흥리에 태묘 터가 있지만, 이 유물의 출토는 알 수 없다.
높이가 35.2cm, 입지름 20cm, 밑지름 16.8cm인 이 항아리의 입부분은 넓고 직립되어 있으며, 어깨에서 조금씩 벌어져 둥근 몸통을 이루었다 좁아진다. 문양은 없고, 유약은 담녹황갈색으로 얇게 칠해졌으며, 일부 기면에는 유약이 흘러내린 자국이 남아 있다. 굽다리에는 내화토 받침으로 받쳐 구운 흔적이 남아 있다. 호의 굽 안 바닥에 시계바늘 반대편으로 ‘淳化四年癸巳太廟第一室享器匠崔吉會造’라는 음각 명문이 둥글게 새겨져 있다. 담녹조의 황갈회색계의 유색과 회백색에 가까운 바탕은 청자로 보기에는 미흡한 면이 많다. 형태와 유약의 특질을 통해 중국으로부터 받아들인 청자 기술이 정착되지 못한 시기의 작품임을 알 수 있으며, 고려 청자가 만들어지는 초기의 상황을 밝히는 가장 확실한 유물이다.

## 국보 승격사유
‘청자 순화4년명 항아리’는 고려 태조(太祖)를 비롯해 선왕들을 제사지내기 위해 건립한 태묘(太廟)에서 사용할 목적으로 제작된 왕실 제기(祭器)이다. 굽 안쪽 바닥면에 돌아가며 ‘순화 4년 계사년 태묘 제1실 향기로서 장인 최길회가 만들었다(淳化四年癸巳太廟第一室享器匠崔吉會造)’라는 명문이 새겨져 있으며, 이를 통해 993년(고려 성종 12) 태묘 제1실의 향기(제기)로 쓰기 위해 장인 최길회가 만들었음을 알 수 있다.『고려사(高麗史)』에 의하면 개성특별시 개풍군 영남면 용흥리에 위치했던 태묘는 송나라 제도를 참고해 992년(고려 성종 11) 12월에 건립되었고 제1실에는 태조와 태조비의 신주(神主)가 봉안되었다고 한다.
문양이 없는 긴 형태로서 구연(口緣)이 넓고 직립되어 있으며 몸체는 어깨 부분이 약간 넓은 유선형(流線形)이다. 표면에 미세한 기포가 있으나 비교적 치밀한 유백색의 점토를 사용하여 태토의 품질이 좋다. 전체적으로 녹갈색을 띠는 반투명 유약을 고르게 입혔고, 나뭇재가 많이 섞인 회유계(灰釉系) 유약의 특성에 따라 유약층이 얇고 부분적으로 유약이 흘러내린 자국이 남아 있다. 유면에는 은은한 광택과 함께 미세한 빙열(氷裂)과 군데군데 긁힌 사용 흔적이 보인다. 이러한 특징은 1989년～1990년 북한 사회과학원 고고연구소가 주관한 황해남도 배천군 원산리 가마터 발굴조사에서 발견된 ‘순화3년(992)명 고배(淳化三年銘高杯)’를 비롯해 여러 파편들에서도 볼 수 있는 현상으로, ‘청자 순화 4년명 항아리’ 역시 원산리 가마터에서 제작되어 태묘의 제기로 사용된 것으로 추정되고 있다.
현전하는 초기청자 가운데에서 드물게 크기가 큰 대형 항아리로 태토의 품질이 우수하고 기형이 비슷한 사례가 없는 유일한 형태로서 주목된다. 또한 굽 안쪽에 새겨진 명문을 통해 제작년도, 기명의 용도 및 사용처, 제작자를 명확하게 알 수 있고 1990년 황해남도 배천 원산리 가마터에서 발굴된 ‘순화’명(‘淳化’銘) 파편들과의 비교연구로 고려 왕실 제기 생산 가마터를 비롯해 다양한 제작 여건이 추가로 밝혀짐으로써 초기청자를 대표하는 유일한 편년자료로서의 가치와 위상이 매우 큰 작품이다. 우리나라 청자 발달사를 연구하는데 있어 필수적인 중요한 유물로서 역사적․학술적․예술적 가치 측면에서 국보로 승격할 의의가 충분하다.

## 같이 보기
- 고려청자

## 참고 자료
- 청자 ‘순화4년’명 항아리 - 국가유산청 국가유산포털
- 청자 순화4년명 항아리 - 이화여자대학교 박물관
- 본 문서에는 서울특별시에서 지식공유 프로젝트를 통해 퍼블릭 도메인으로 공개한 저작물을 기초로 작성된 내용이 포함되어 있습니다.